# Encyrtus bicolor
Encyrtus bicolor är en stekelart som beskrevs av De Stefani 1886. Encyrtus bicolor ingår i släktet Encyrtus och familjen sköldlussteklar.
Artens utbredningsområde är Italien. Inga underarter finns listade i Catalogue of Life.